# Cole’s Hill
Cole’s Hill ist der Name einer Erhebung in Plymouth im Bundesstaat Massachusetts der Vereinigten Staaten. Der Hügel wurde 1620 – also im ersten Jahr der Kolonisierung – als behelfsmäßiger Friedhof genutzt, um die Toten des harten Winters 1620/1621 aufzunehmen. Er befindet sich heute im Privateigentum der Pilgrim Society, ist jedoch als Parkanlage öffentlich zugänglich. Das Gebiet wurde 1966 in das National Register of Historic Places eingetragen, nachdem es bereits 1960 als National Historic Landmark anerkannt worden war.

## Beschreibung
Der Cole’s Hill liegt östlich des heutigen Stadtzentrums und verläuft in nord-südlicher Richtung entlang der Carver Street, von wo aus er bis zur Uferlinie der Plymouth Bay reicht. Am Fuß des Hügels befindet sich der Plymouth Rock, der den Landepunkt der Mayflower markiert. Sein heutiges Aussehen erhielt das Gebiet im frühen 20. Jahrhundert im Zuge der vorbereitenden Arbeiten zur Feier des 300-jährigen Bestehens von Massachusetts. Die Pilgrim Society ließ bestehende Bauwerke entfernen und das Gelände in einen Park umgestalten.
Am Cole’s Hill stehen mehrere Denkmale, darunter eine den Obersachem Massasoit darstellende Bronzestatue von Cyrus Dallin sowie ein Granit-Sarkophag, unter dem sich eine Krypta befindet, die höchstwahrscheinlich die Überreste der Kolonisten enthält, die dort im Winter 1620 / 1621 in Ermangelung eines formellen Friedhofs begraben wurden.

## Historische Bedeutung
Die ersten Kolonisten der Neuen Welt erreichten mit der Mayflower die amerikanische Ostküste im Jahr 1620 in der Nähe des Punktes, der heute durch den Plymouth Rock markiert wird. Der Cole’s Hill war zu dieser Zeit ein verlassenes Kornfeld, dessen ursprüngliche indianische Eigentümer durch eine bis heute unbekannte Epidemie ausgelöscht worden waren.
Der Winter 1620 / 1621 war sehr hart und kostete 45 Passagiere der Mayflower das Leben. Die überlebenden Kolonisten vergruben die sterblichen Überreste bei Nacht am Cole’s Hill, jedoch ohne die Gräber zu kennzeichnen, um ihre Schwäche vor den Indianern zu verbergen. Seinen Namen erhielt der Hügel von James Cole, der nach 1645 an diesem Standort ein Gasthaus mit Blick auf die Bucht betrieb. Seit 1820 befindet sich das Gebiet im Privateigentum der in diesem Jahr gegründeten Pilgrim Society.